# Linusův zákon
Linusův zákon (anglicky Linus's law) je v informatice podle Erica S. Raymonda formulace „Je-li dost očí, jsou všechny chyby malé“ (anglicky Given enough eyeballs, all bugs are shallow). Raymond ho formuloval ve své eseji Katedrála a tržiště.

## Souvislosti
Linus Torvalds, kterému připsal tento výrok Eric S. Raymond ve své eseji Katedrála a tržiště, je tvůrcem jádra Linuxu, které poprvé zveřejnil v roce 1991, když mu bylo 21 let. Oba muži sdílejí filozofii softwaru s otevřeným zdrojovým kódem. V té době byl již delší dobu v rámci projektu GNU vyvíjen systém s názvem GNU, který měl být volně šiřitelnou implementací unixového systému. Přestože systém GNU je obdobný Linuxu, není do dnešního dne v použitelném stavu. Naopak Linux získal již v prvních letech své existence velké množství příznivců a vývojářů, jejichž počet neustále stoupá. Důvodem bylo jednak správné načasování (v tu dobu vznikla poptávka po systémech, které by byly zadarmo a umožňovaly provozovat webové servery) a jednak osoba samotného Linuse Torvaldse, který je nejen výborný talentovaný programátor a jaderný hacker, ale má i důležité komunikační schopnosti, které umožňují komunitu udržet v pohybu a jednotě.
Právě neobyčejný úspěch Linuxu způsobil, že Eric Raymond napsal svoji esej, ve které se zabývá otázkami jeho úspěchu a podstatou principů, které umožňují úspěšně rozvíjet takto náročný projekt bez profesionálního vedení. Odhaluje nejen souvislosti s projektem GNU, ale i paralely a rozdíly mezi vývojem komerčního softwaru a kódu vyvíjeného na základě volnomyšlenkářství. Zabývá se též dalšími aspekty open source softwaru a svobodného softwaru.